# Fodor Fruzsina
Fodor Fruzsina, 1882-ig Frank, névváltozat: Fruzina (Komádi, 1865. március 2. – Budapest, 1940. február 9.) színésznő.

## Életútja
Apja Fodor Jakab (1818–1896), 1848-as honvédőrnagy, anyja Schreier Regina volt. 1884. október 1-jén lépett színpadra, Tóth Béla színtársulatánál. 1886-ban a Népszínházhoz szerződött, ahol április 25-én volt az első fellépése A falu rossza című darabban, Boriska szerepében. Ekkor így írt róla a Fővárosi Lapok „Szép színpadi alak, hangja kellemes. Játékában volt bensőség és a fájdalom és öröm kitöréseiben egyaránt eltalálta a kellő hangot.” (1886. április 26-iki szám). 1888 májusában megvált a színháztól. 1889. március 24-én Nagyváradon férjhez ment Csetényi Adolf ügyvédhez és elhagyta a színészi pályát. Férje 1927. október 7-én hunyt el 74 éves korában, Fodor Fruzsina 13 évvel élte őt túl, halálát bélrák okozta.
A Kozma utcai izraelita temetőben nyugszik (15-32-43).

## Családja

### Gyermekei
- Csetényi Andor (1890–?). Felesége László Gizella.
- Csetényi Erzsébet (1891–1970) író, műfordító. Férje Elek Oszkár tanár, irodalomtörténész.
- Csetényi Imre (1899–1956), az Országos Rabbiképző tanára. Felesége dr. Kardos Gabriella.